# Тобольская резная кость

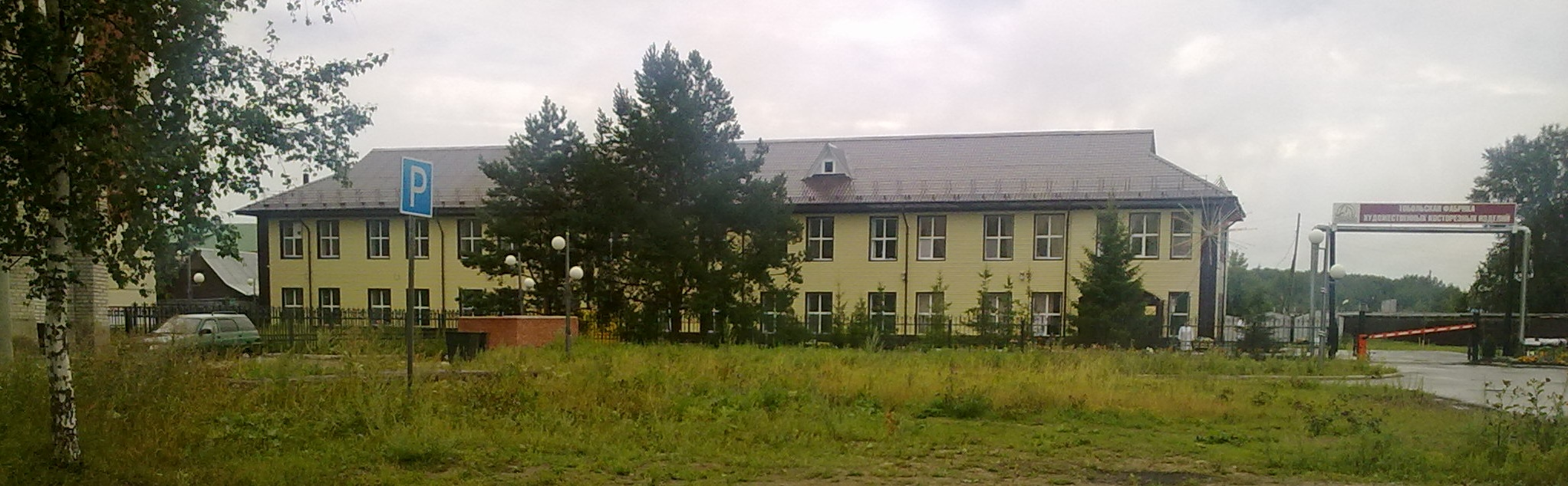
Тобольская фабрика художественных косторезных изделий

Тобо́льская резна́я кость — изделия народного художественного промысла России.

## История
Резьба по кости известна в Тобольске с начала XVII века. Родоначальниками данного вида искусства стали сосланные шведские офицеры, взятые в плен во время Северной войны. Пребывая в Тобольске, они зарабатывали на жизнь различными ремёслами. Одним из таких ремёсел было изготовление точёных табакерок из кости. Большой спрос на табакерки в высших кругах Сибирской Столицы[неизвестный термин] простимулировал дальнейшее развитие этого ремесла.
Продолжателями заложенных шведами ремесленных традиций уже в XIX веке стали ссыльные поляки. На этом этапе ассортимент резных изделий пополнился женскими украшениями, образами святых.
До конца XIX века косторезы работали небольшими группами. Первая сибирская мастерская изделий из мамонтовой кости С. И. Овешковой открылась в 1874 году. Вслед за нею открылись и другие мастерские, самая крупная из них — «Образцовая Сибирская мастерская Ю. И. Мельгуновой» (учреждена в 1893 году). Работы её талантливых мастеров отмечены серебряной медалью на выставке в Нижнем Новгороде и золотой медалью на франко-русской выставке в Петербурге в 1898 году. Изделия Тобольских косторезов в промышленном масштабе начали поступать в Санкт-Петербург, Москву, Казань, Киев, Нижний Новгород. К середине 1870-х годов тобольская резьба по кости практически становиться промыслом со всеми присущими ему особенностями организации производства и сбыта. В начале XX века костерезный промысел в Тобольске приходит в упадок и возрождается после установления Советской власти.
После Октябрьской революции со сменой общественного строя изменился и формат деятельности косторезов. В конце 1920-х — начале 1930-х годов организуется артель «Коопэкспорт», объединившая мастеров резьбы по кости. Коренные изменения, происшедшие в жизни народов Сибири, отразились и в скульптуре тобольских резчиков. В ассортименте тобольского промысла получают развитие многофигурные композиции. Каждая из скульптур — деталей композиции вырезалась отдельно и прикреплялась к плоской прямоугольной подставке.
В 1957 году освоены 55 новых образцов изделий, лучшие работы получили высокую оценку на республиканской выставке произведений прикладного искусства, завоёвана Большая золотая медаль Брюссельской выставки.
С образованием в 1960 году Тобольской фабрики художественных косторезных изделий происходит этапное событие: меняется традиционный подход к поделочному материалу. Поскольку для тобольской резьбы характерна круглая скульптурная форма сырьём для неё являлись дефицитные бивни мамонта и зуб кашалота. Для увеличения выпуска товарной продукции было принято решение о запуске в производство кости-цевки. Этот рубеж был преодолён благодаря сотрудничеству с научно-исследовательским институтом художественной промышленности. В 1986 году изделия фабрики впервые отнесены экспертным советом к изделиям народных художественных промыслов.
На сегодняшний день[уточнить] на Тобольской фабрике художественных косторезных изделий хранится единственная по уникальности коллекция произведений из мамонтовой кости, зуба кашалота и клыка моржа.